# Gare de Dieppe-Maritime
Pour l’article homonyme, voir Gare de Dieppe.
La gare de Dieppe-Maritime est une ancienne gare ferroviaire française de la ville de Dieppe.

## Histoire

### Genèse
À partir de 1844, la compagnie ferroviaire London and Brighton railway, incorporée deux ans plus tard aux Chemins de fer de Londres, Brighton et de la côte sud (en), propose un service de diligence entre Dieppe et Rouen pour les passagers des bateaux à vapeur reliant Dieppe à Newhaven.
L'ouverture en 1848 de la ligne de Malaunay - Le Houlme à Dieppe par la Compagnie des chemins de fer de Dieppe et de Fécamp permet de relier le port normand à Paris en passant par Rouen.
En 1855, la Compagnie de Dieppe à Fécamp est absorbée par la Compagnie des chemins de fer de Paris à Rouen, elle-même incorporée quelques mois plus tard par la Compagnie des chemins de fer de l'Ouest. La compagnie de l'Ouest passe un contrat avec la « London, Brighton and South Coast Railway » et M.Maples, armateur assurant la liaison entre Dieppe et Newhaven. En 1859, les deux compagnies ferroviaires décident  de fonder une société commune pour l'exploitation de cette ligne maritime. La même année, la ligne de Pontoise à Dieppe (ligne de Saint-Denis à Dieppe selon la nomenclature officielle actuelle) par les gares de Gisors-Embranchement et Serqueux est concédée à la compagnie de l'Ouest afin d'ouvrir une liaison plus directe entre la capitale et le port normand.

### La gare
Cette ligne est achevée en 1873. L'année suivante, un embranchement est ouvert entre la gare de Dieppe le terminal des bateaux à vapeur reliant Dieppe à Newhaven. Une gare pour les voyageurs et une autre pour les marchandises sont construites sur le quai Henri IV.
De 1929 à 1939, la gare de Dieppe-Maritime est reliée directement à Bordeaux par le Manche-Océan.
La gare est détruite pendant le débarquement anglo-canadien de 1942[réf. nécessaire]. Des bâtiments provisoires sont élevés. Ils sont remplacés par une nouvelle gare construite sur les plans d'Urbain Cassan et inaugurée le 17 juin 1953.
En 1994, la ligne de la Stena Sealink ferme et l'avant-port est transformé en port de plaisance. La gare de Dieppe-Maritime est fermée le 24 septembre 1994 et les installations sont entièrement démolies et toutes les traces de l'occupation ferroviaire du site disparaissent (à l'exception de quelques rails que l'on peut encore apercevoir sous le bitume du bout du quai).

## Infrastructures

### Voie de raccordement
L'embranchement de Dieppe-Maritime (n° 330 106 dans la nomenclature officielle du réseau ferré national) contournait la gare de Dieppe par l'est et se dirigeait vers le nord. Il se divisait en trois branches : la voie de l'est desservait les bassins aménagés sur l'Arques ; la voie de l'ouest desservait les quais du bassin Bérigny, comblé pendant l'entre-deux-guerres ; la voie centrale se dirigeait vers la gare maritime. Cette voie unique passait sur un pont tournant, longeait le quai Duquesne et se divisait en deux voies pour entrer dans la gare voyageurs de Dieppe-Maritime après une courbe serrée au début du quai Henri IV. À partir de 1953 et de la réalisation de la nouvelle gare maritime, cette dernière comporta alors trois voies. La troisième voie passant sous les grues du port fut en partie obstruée en son milieu lors de la réalisation du nouveau bâtiment annexe des Douanes, au début des années 1970. Les voies ferrées avec des rails à gorge étaient posées sur la voirie urbaine et franchissaient plusieurs passages à niveau. Les trains, précédés par un agent à pied chargé d’arrêter la circulation routière, roulaient donc à vitesse réduite. À partir des années 1980, la voie d'évitement, située en parallèle de la voie unique, quai Duquesne, fut démontée et la voie unique fut mise en site propre (glissières de sécurité). Il n'y eut plus besoin d'agent de manœuvre/de desserte à pied précédant le convoi et la vitesse fut un peu relevée (30 km/h).

### Gares voyageurs et marchandises

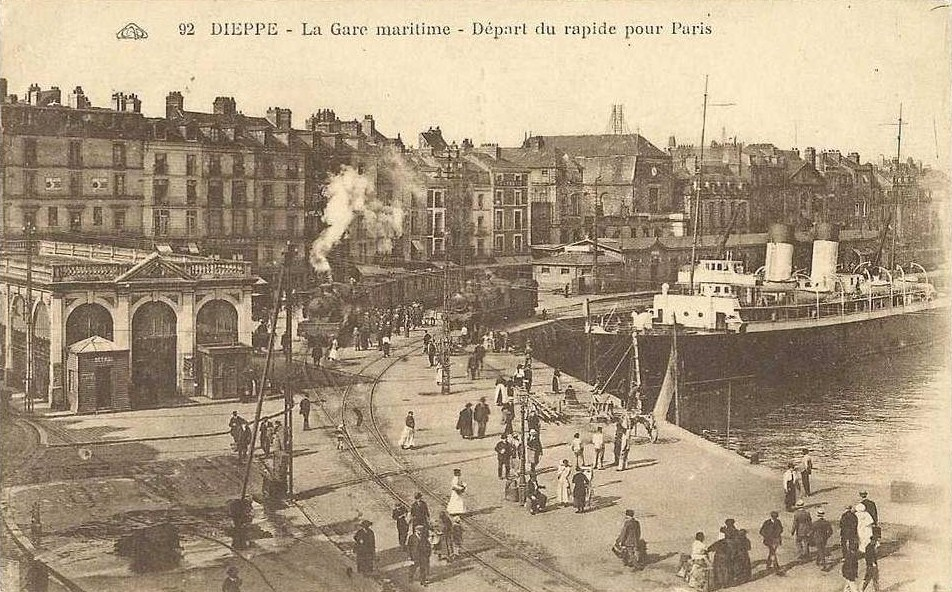
Entrée de la gare au début du XXe siècle.
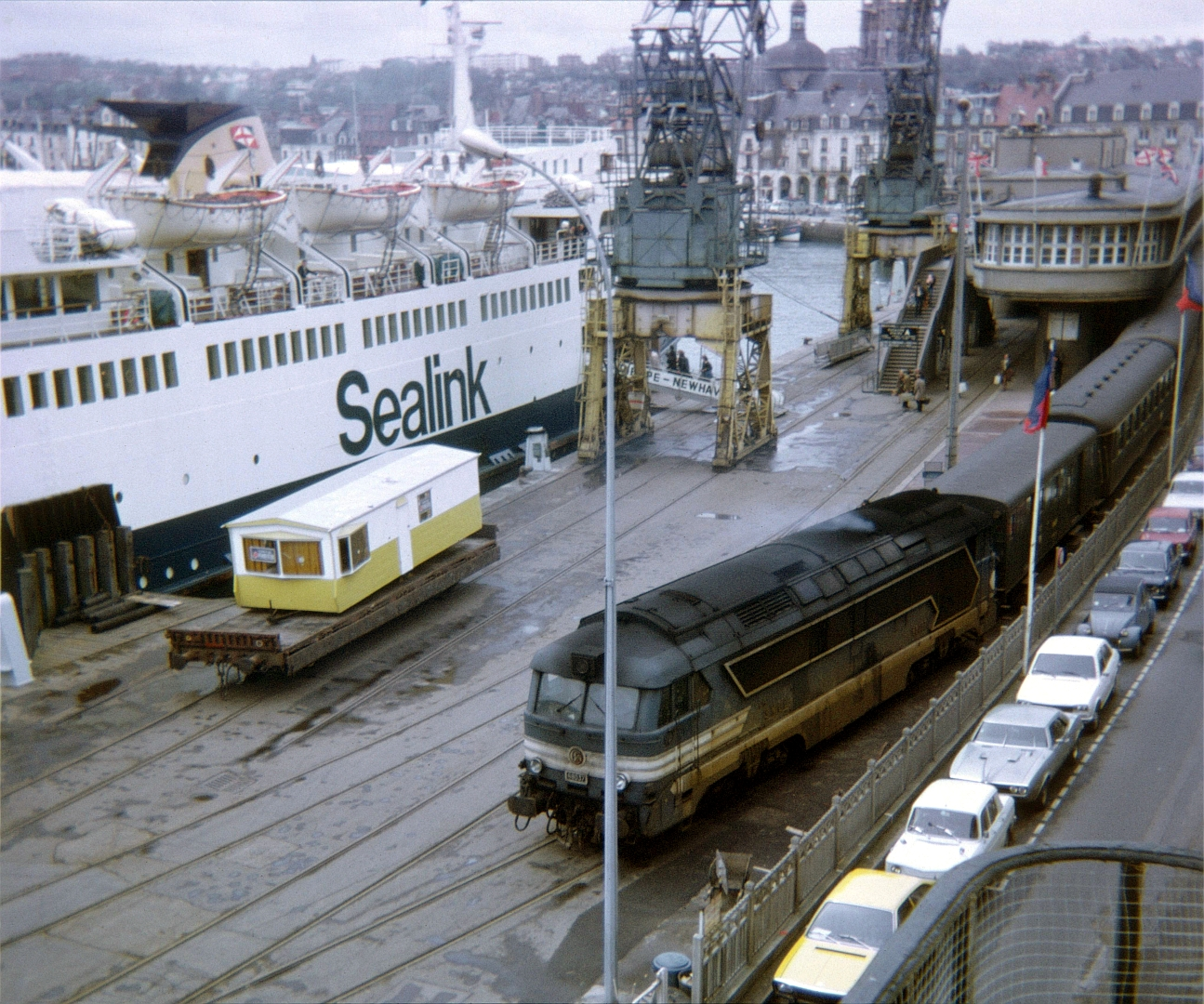
Correspondance train-ferry en gare de Dieppe-Maritime le 8 mai 1973.
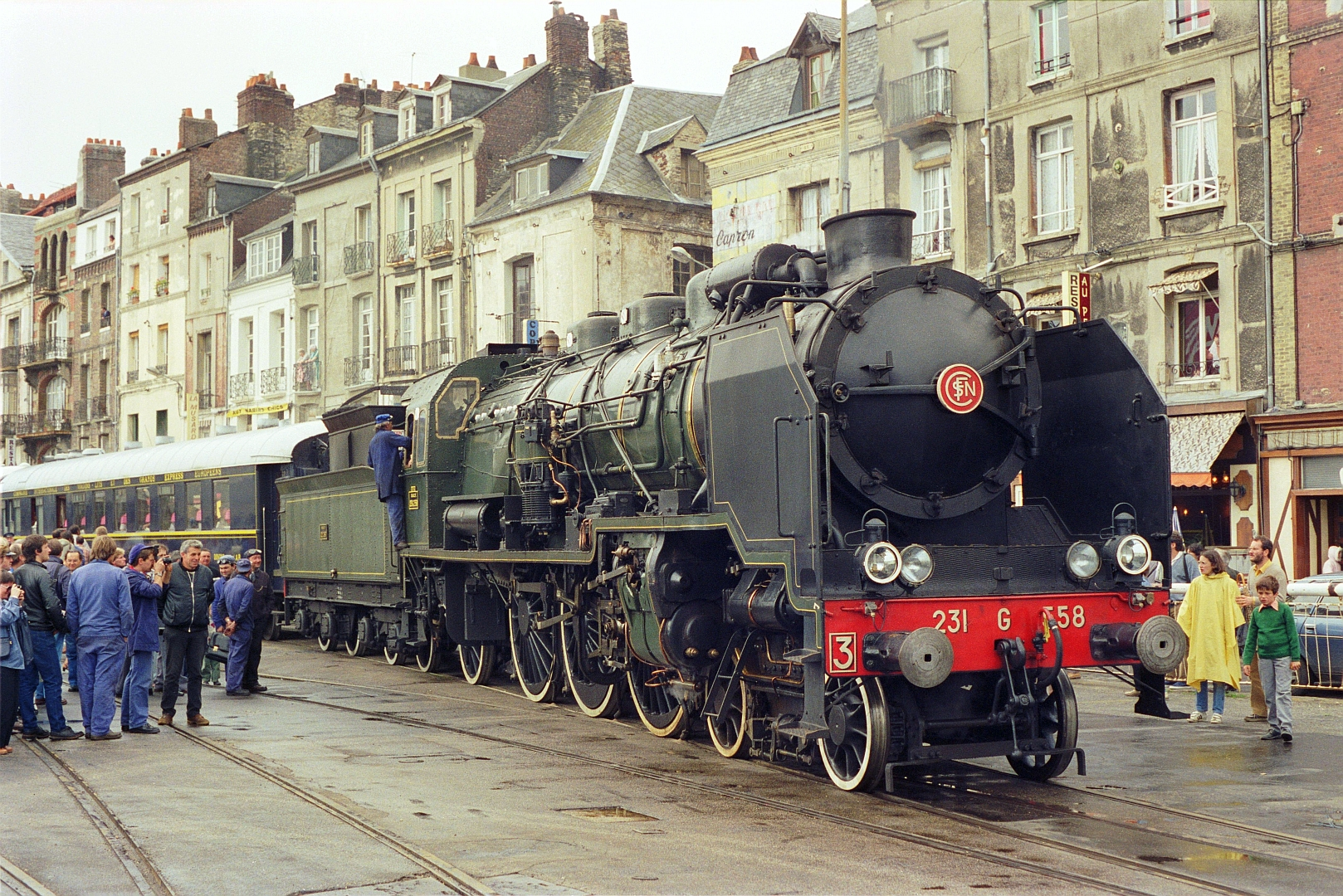
Un train spécial vapeur à l'ancienne gare de Dieppe-Maritime le 14 septembre 1986.
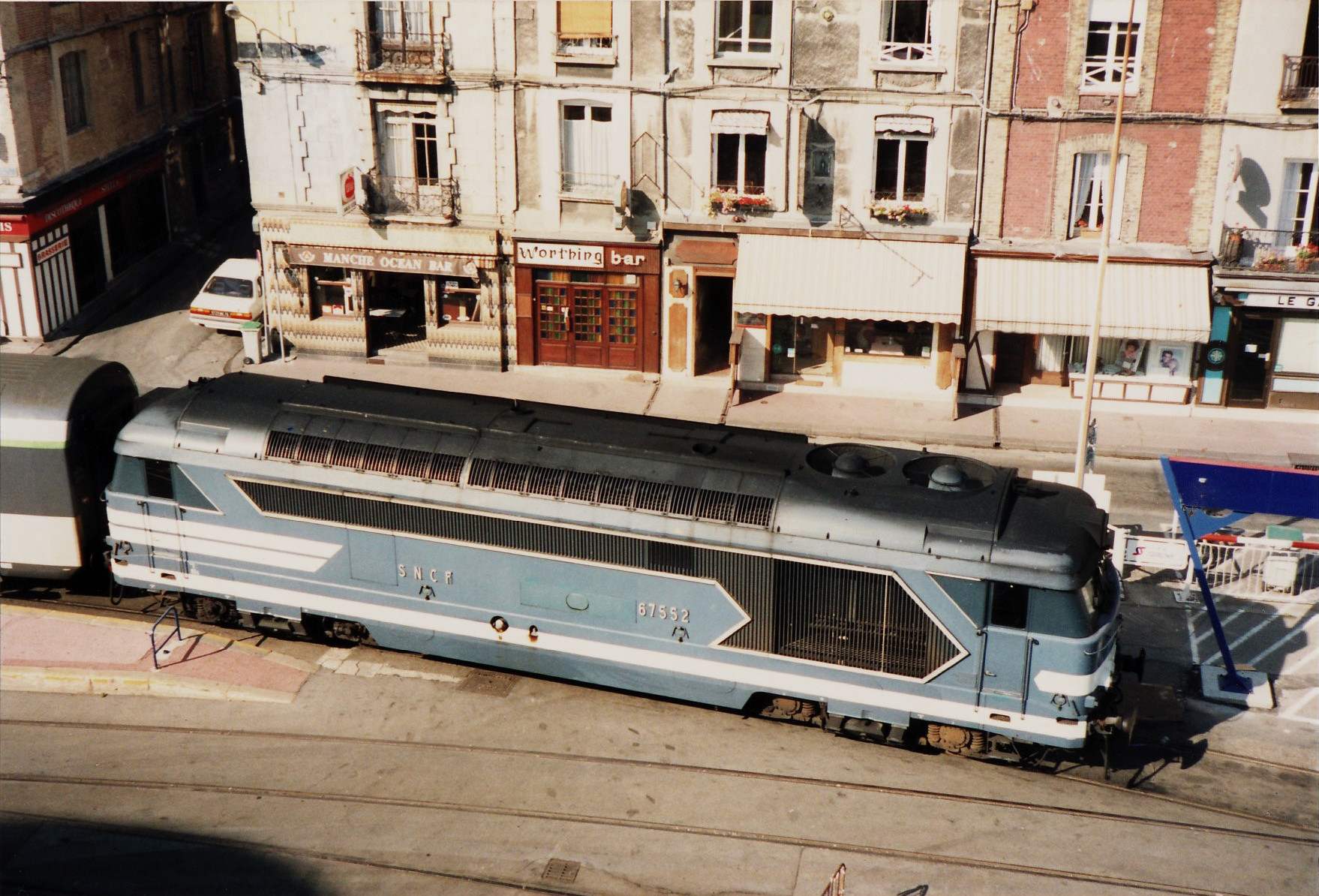
Locomotive BB 67552 en gare de Dieppe-Maritime en 1990.